# Hokejové divize 1971/1972
Československé divize ledního hokeje 1971/1972 byly třetí nejvyšší hokejové soutěže na území Československa.

## Systém soutěže
Soutěž se skládala ze 8 skupin po 8 účastnících. Ve skupinách se všech 8 klubů utkalo dvoukolově každý s každým (celkem 14 kol). Vítězové jednotlivých skupin následně utkaly o postup do České národní hokejové ligy, respektive do Slovenské národní hokejové ligy. Týmy umístěné po základní části na posledním místě sestoupily do krajských přeborů.
Před začátkem soutěží odstoupila TJ Baník Mezihoří, VTJ Dukla Pardubice, TJ Motorpal Velké Meziříčí, TJ BOPO Třebíč, TJ Baník Dubňany a TJ Baník ČSA Karviná "B", které nahradily TJ Jiskra Vír, TJ MKZ Rájec-Jestřebí, TJ Sokol Okříšky a TJ Spartak Bílovec.

## Česká socialistická republika

### Skupina A
| Poř. | Tým                               | Z  | V  | R | P  | VB  | OB | B  |
| ---- | --------------------------------- | -- | -- | - | -- | --- | -- | -- |
| 1.   | TJ Jitex Písek                    | 14 | 13 | 1 | 0  | 105 | 31 | 27 |
| 2.   | TJ Prazdroj EX Plzeň              | 14 | 12 | 0 | 2  | 101 | 53 | 24 |
| 2.   | TJ Šumavan Vimperk                | 14 | 8  | 0 | 6  | 66  | 60 | 16 |
| 4.   | TJ Spartak Rožmitál pod Třemšínem | 14 | 6  | 1 | 7  | 47  | 59 | 13 |
| 5.   | TJ Vodní stavby Tábor             | 14 | 6  | 0 | 8  | 45  | 60 | 12 |
| 6.   | TJ Kovosvit Holoubkov             | 14 | 6  | 0 | 8  | 47  | 74 | 12 |
| 7.   | TJ Hluboká nad Vltavou            | 14 | 2  | 0 | 12 | 51  | 84 | 4  |
| 8.   | TJ Spartak Soběslav               | 14 | 2  | 0 | 12 | 39  | 80 | 4  |

### Skupina B
| Poř. | Tým                       | Z  | V  | R | P  | VB  | OB  | B  |
| ---- | ------------------------- | -- | -- | - | -- | --- | --- | -- |
| 1.   | TJ Slavia Karlovy Vary    | 18 | 15 | 1 | 2  | 112 | 51  | 31 |
| 2.   | TJ Slovan NV Louny        | 18 | 14 | 0 | 4  | 95  | 38  | 28 |
| 3.   | TJ Baník SHD Most         | 18 | 9  | 1 | 8  | 85  | 75  | 19 |
| 4.   | VTJ Dukla Litoměřice      | 18 | 5  | 2 | 11 | 79  | 101 | 19 |
|      |                           |    |    |   |    |     |     |    |
| 5.   | TJ Slavia Děčín           | 16 | 6  | 4 | 6  | 80  | 76  | 16 |
| 6.   | TJ ZKL Klášterec nad Ohří | 16 | 4  | 0 | 12 | 48  | 75  | 8  |
| 7.   | TJ Sokol Opočno           | 16 | 3  | 0 | 13 | 43  | 126 | 6  |

Z důvodu pouze 7 účastníků po základní části (12 kol) následovala nadstavba 1. - 4. místo dvoukolově (6 kol) a 5. - 7. místo dvoukolově (4 kola). Ze stejného důvodu z této skupiny nikdo nesestoupil.

### Skupina C
| Poř. | Tým                              | Z  | V  | R | P  | VB | OB | B  |
| ---- | -------------------------------- | -- | -- | - | -- | -- | -- | -- |
| 1.   | TJ Spartak Nové Město nad Metují | 12 | 10 | 0 | 2  | 80 | 29 | 20 |
| 2.   | TJ Tiba Jaroměř                  | 12 | 8  | 0 | 4  | 60 | 32 | 16 |
| 3.   | VTJ Dukla Mělník                 | 12 | 8  | 0 | 4  | 66 | 55 | 16 |
| 4.   | TJ Dvůr Králové nad Labem        | 12 | 7  | 0 | 5  | 51 | 44 | 14 |
| 5.   | TJ Slovan Jablonec nad Nisou     | 12 | 5  | 1 | 6  | 33 | 41 | 11 |
| 6.   | TJ Autoškoda Mladá Boleslav "B"  | 12 | 2  | 1 | 9  | 32 | 68 | 5  |
| 7.   | TJ Spartak Hlinsko               | 12 | 1  | 0 | 11 | 23 | 76 | 2  |

Z důvodu pouze 7 účastníků z této skupiny nikdo nesestoupil.

### Skupina D
| Poř. | Tým                      | Z  | V  | R | P  | VB | OB | B  |
| ---- | ------------------------ | -- | -- | - | -- | -- | -- | -- |
| 1.   | TJ Bohemians ČKD Praha   | 14 | 10 | 2 | 2  | 70 | 34 | 22 |
| 2.   | TJ Uhelné sklady Praha   | 14 | 10 | 1 | 3  | 55 | 35 | 21 |
| 3.   | TJ Spartak BS Vlašim     | 14 | 8  | 2 | 4  | 59 | 36 | 18 |
| 4.   | TJ Baník Švermov         | 14 | 6  | 1 | 7  | 52 | 42 | 13 |
| 5.   | TJ Konstruktiva Praha    | 14 | 6  | 0 | 8  | 42 | 38 | 12 |
| 6.   | TJ Slavoj Velké Popovice | 14 | 5  | 1 | 8  | 37 | 60 | 11 |
| 7.   | TJ Spartak Tesla Žižkov  | 14 | 4  | 1 | 9  | 46 | 70 | 9  |
| 8.   | HC Unhošť                | 14 | 3  | 0 | 11 | 39 | 85 | 6  |

### Skupina E
| Poř. | Tým                   | Z  | V  | R | P  | VB  | OB | B  |
| ---- | --------------------- | -- | -- | - | -- | --- | -- | -- |
| 1.   | TJ Dynamo Jihlava     | 14 | 14 | 0 | 0  | 132 | 32 | 28 |
| 2.   | TJ Spartak Nedvědice  | 14 | 10 | 0 | 4  | 73  | 62 | 20 |
| 3.   | VŠTJ Technika Brno    | 14 | 9  | 0 | 5  | 77  | 54 | 18 |
| 4.   | TJ Sokol Okříšky      | 14 | 8  | 0 | 6  | 66  | 67 | 16 |
| 5.   | TJ MKZ Rájec-Jestřebí | 14 | 5  | 2 | 7  | 47  | 54 | 12 |
| 6.   | TJ Slavia Kroměříž    | 14 | 5  | 2 | 7  | 56  | 73 | 12 |
| 7.   | TJ Spartak Telč       | 14 | 3  | 0 | 11 | 52  | 88 | 6  |
| 8.   | TJ Jiskra Vír         | 14 | 0  | 0 | 14 | 25  | 98 | 0  |

### Skupina F
| Poř. | Tým                          | Z  | V  | R | P  | VB | OB | B  |
| ---- | ---------------------------- | -- | -- | - | -- | -- | -- | -- |
| 1.   | TJ Lokomotiva Pramet Šumperk | 18 | 11 | 2 | 5  | 73 | 45 | 24 |
| 2.   | TJ Sokol Ostrava-Poruba      | 18 | 10 | 1 | 7  | 74 | 59 | 21 |
| 3.   | TJ Spartak Bílovec           | 18 | 10 | 0 | 8  | 71 | 59 | 20 |
| 4.   | TJ Tatra Vagónka Studénka    | 18 | 8  | 1 | 9  | 65 | 64 | 17 |
|      |                              |    |    |   |    |    |    |    |
| 5.   | TJ Nový Jičín                | 16 | 7  | 3 | 6  | 52 | 63 | 17 |
| 6.   | TJ Sigma MŽ Olomouc          | 16 | 6  | 0 | 10 | 52 | 62 | 12 |
| 7.   | TJ Slavia VŠB Ostrava        | 16 | 4  | 1 | 11 | 52 | 87 | 9  |

V průběhu sezóny odstoupil tým TJ VŽKG Ostrava "B" a jeho výsledky byly anulovány.
Z důvodu pouze 7 účastníků po základní části (12 kol) následovala nadstavba 1. - 4. místo dvoukolově (6 kol) a 5. - 7. místo dvoukolově (4 kola).

## Kvalifikace o ČNHL
| Poř. | Tým                              | Z | V | R | P | VB | OB | B  |
| ---- | -------------------------------- | - | - | - | - | -- | -- | -- |
| 1.   | TJ Slavia Karlovy Vary           | 6 | 4 | 2 | 0 | 29 | 15 | 10 |
| 2.   | TJ Jitex Písek                   | 6 | 3 | 2 | 1 | 23 | 20 | 5  |
| 3.   | TJ Spartak Nové Město nad Metují | 6 | 2 | 1 | 3 | 23 | 20 | 5  |
| 4.   | TJ Bohemians ČKD Praha           | 6 | 0 | 1 | 5 | 11 | 35 | 1  |

Týmy TJ Slavia Karlovy Vary, TJ Jitex Písek, TJ Dynamo Jihlava a TJ Lokomotiva Pramet Šumperk postoupily do dalšího ročníku ČNHL.
Týmy TJ Spartak Soběslav, TJ Jiskra Vír a TJ Slavia VŠB Ostrava sestoupily do krajských přeborů. Nahradily je kluby, jež uspěly v kvalifikaci TJ Sokol Losiná, TJ Baník Příbram, TJ DNT Kadaň, TJ Jiskra Hořice, TJ Sokol Sloup a VTJ Dukla Valašské Meziříčí.

## Slovenská socialistická republika

### Skupina západ
| Poř. | Tým                  | Z  | V  | R | P  | VB  | OB  | B  |
| ---- | -------------------- | -- | -- | - | -- | --- | --- | -- |
| 1.   | TJ Strojárne Martin  | 20 | 15 | 2 | 3  | 155 | 49  | 32 |
| 2.   | TJ AC Nitra          | 19 | 13 | 2 | 4  | 146 | 50  | 28 |
| 3.   | TJ ZVL Skalica       | 20 | 12 | 3 | 5  | 120 | 52  | 27 |
| 4.   | TJ TS Topoľčany      | 20 | 9  | 1 | 10 | 86  | 102 | 19 |
| 5.   | TJ TTS Trenčín       | 19 | 5  | 0 | 19 | 53  | 148 | 10 |
| 6.   | TJ Iskra Partizánske | 20 | 1  | 0 | 19 | 38  | 197 | 2  |

### Skupina východ
| Poř. | Tým                                 | Z  | V  | R | P  | VB  | OB  | B  |
| ---- | ----------------------------------- | -- | -- | - | -- | --- | --- | -- |
| 1.   | TJ ZPA Prešov                       | 20 | 16 | 1 | 3  | 132 | 47  | 33 |
| 2.   | TJ Lokomotíva Bane Spišská Nová Ves | 20 | 14 | 1 | 5  | 106 | 49  | 29 |
| 3.   | TJ Slovan Levoča                    | 19 | 8  | 3 | 8  | 74  | 66  | 19 |
| 4.   | TJ Dinas Banská Belá                | 19 | 9  | 0 | 10 | 85  | 101 | 18 |
| 5.   | TJ Družstevník Letanovce            | 19 | 6  | 2 | 11 | 65  | 95  | 14 |
| 6.   | TJ Iskra Kežmarok                   | 19 | 1  | 1 | 17 | 41  | 145 | 3  |

Tabulky nejsou úplné.
Týmy TJ Strojárne Martin a TJ ZPA Prešov postoupily do dalšího ročníku 1. SNHL.
Tým TJ Iskra Partizánske sestoupil do krajského přeboruTým TJ Iskra Kežmarok nakonec nesestoupil, protože se tým TJ Dinas Banská Belá do dalšího ročníku nepřihlásil. Nahradily je kluby, jež uspěly v kvalifikaci VTJ Dukla Martin, VTJ Dukla Spišská Nová Ves a TJ PPS Detva.